# 法蘭克·雷諾斯
法蘭克·詹姆士·雷諾斯（英語：Frank James Reynolds，1923年11月29日—1983年7月20日）是美國電視新聞頻道 CBS 和 abc 的記者和主播。
雷諾斯從1968年至1970年任職為紐約ABC晚間新聞的主播，然後於1978年到1983年在華盛頓特區擔任ABC世界新聞的主播，直到1983年去世。1980年代，伊朗人質危機期間，他主持了30多鐘的深夜節目《美國被俘人質》，該節目後來改名為《夜線》，然後由泰德·科佩爾接任主持。

## 背景
雷諾斯出生於美國印第安納州的東芝加哥，曾就讀於哈蒙德的天主教諾爾學院和克勞福茲維爾的瓦伯西學院。為ΛΧΑ兄弟會的成員之一。在第二次世界大戰期間，雷諾茲擔任陸軍上士（E-6）在美國陸軍服役，因在戰爭中受傷而被授予了紫心勳章。

## 死亡
雷諾斯於1983年初被診斷出患有多發性骨髓瘤，自那年4月後就不見他再在主播台上。三個月後（7月20日），雷諾斯因急性病毒性肝炎去世，享年59歲。

## 外部連結
- 法蘭克·雷諾斯在互联网电影资料库（IMDb）上的資料（英文）